# Udo de Roberti-Jessen
Udo de Roberti-Jessen (ur. 1874 w Rendsburgu, zm. 1953 w Wilhelmshaven) – niemiecki prawnik.

## Życiorys

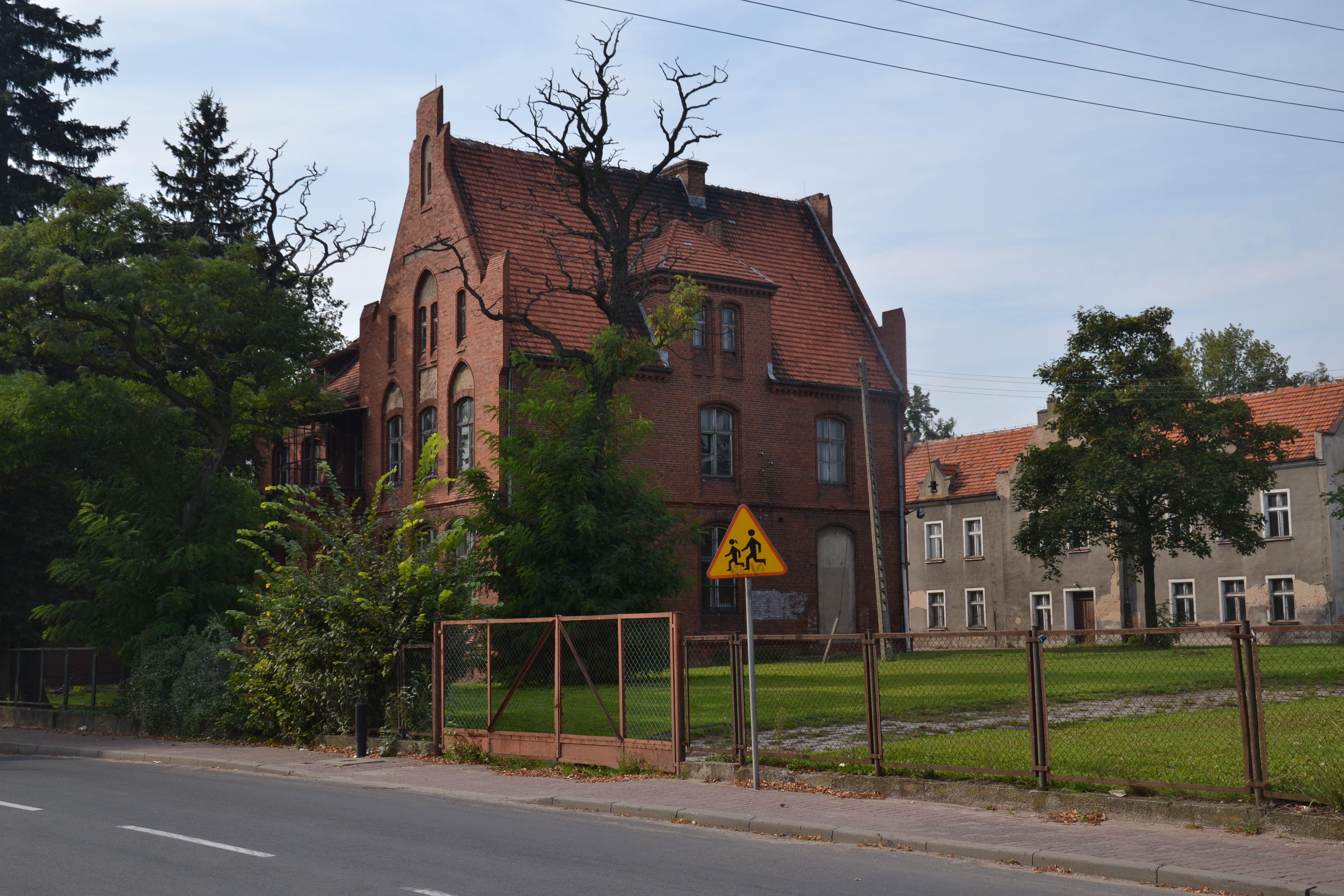
Dawna landratura w Witkowie w której urzędował Roberti-Jessen

Roberti-Jessen studiował prawo na Uniwersytecie w Greifswaldzie. W 1906 roku uzyskał stopień doktora, po czym wstąpił do pruskiej administracji państwowej. Pracował jako urzędnik rządowy w Opolu (niem. Oppeln), później został asesorem, by w końcu otrzymać posadę w Regierungsbezirk Bromberg (rejencji bydgoskiej). W 1919 roku przez kilka miesięcy sprawował funkcję landrata w Witkowie – Landkreis Witkowo (powiat witkowski). Od władzy odsunięto go po wybuchu Rewolucji Witkowskiej decyzją tamtejszej Rady Robotniczo-Żołnierskiej. Wkrótce nakazano mu również opuścić powiat. Friedrich von Bülow, prezydent rejencji bydgoskiej nie zaakceptował takiego stanu rzeczy i tymczasowo przydzielił mu Landkreis Filehne (powiat wieleński). Roberti-Jessen nigdy już jednak nie przybył ponownie do Witkowa, które powróciło do Polski po zakończeniu powstania wielkopolskiego.